# Nakamura Kusatao
Nakamura Kusatao (japanisch 中村 草田男; * 27. Juli 1901 in Xiamen; † 5. August 1983 in Tōkyō), eigentlich Nakamura Seiichirō (中村 清一郎), war ein japanischer Haiku-Dichter.

## Leben
Nakamura Kusatao wurde in Xiamen, Provinz Fujian, China als ältester Sohn des japanischen Konsuls in China, Nakamura Osamu (中村 修), geboren. Im Jahre 1904, als Kusatao vier Jahre alt war, zog er gemeinsam mit seiner Mutter nach Masaki, Landkreis Iyo, Präfektur Ehime, dem eigentlichen Wohnort der Familie Nakamura. Zwei Jahre später fand ein Umzug nach Matsuyama statt. Den größeren Teil der Grundschulzeit verbrachte Kusatao in Tōkyō, wo er die Seinan-Grundschule im Bezirk Minato besuchte.
Zum Besuch der Mittelschule kehrte er abermals nach Matsuyama zurück und besuchte die Matsuyama-Mittelschule sowie die Matsuyama-Oberschule. Nach seinem Abschluss im Jahre 1925 begann er ein Studium der deutschen Literatur an der philosophischen Fakultät der Kaiserlichen Universität Tōkyō. 1929 wurde er unter Takahama Kyoshi in der Haiku-Dichtung unterwiesen und wurde Mitglied in der Haiku-Gemeinschaft der Universität. Auf Empfehlung Mizuhara Shūōshis hin veröffentlichte er seine Gedichte in der Haiku-Zeitschrift Hototogisu. Während seiner Studentenzeit besuchte er nach langem seine alte Grundschule und schrieb in dieser Zeit das berühmte Gedicht Yuki to Meiji (雪と明治, dt. „Schnee und die Meiji-Zeit“), das sich gegenwärtig auf einem Gedenkstein an der Seinan-Grundschule findet.
1933 schloss er das Studium ab und wurde Professor an der Fakultät für Politik- und Wirtschaftswissenschaften der Seikei-Universität, an der er bis zu seiner Pensionierung im Jahre 1967 lehrte. Weiterhin wurde er 1933 in den Kreis der Hototogisu-Zeitschrift aufgenommen und betätigte sich in deren Kolumne für Gedichte ohne festes Thema (雑詠, Zatsuei).
1936 veröffentlichte er seine erste Haiku-Zusammenstellung, Chōshi (長子, „das älteste Kind“), der 1939 die zweite Zusammenstellung, Hi no tori (火の鳥, „Feuervogel“), und 1941 die dritte Zusammenstellung, Banryoku (萬緑, „allgegenwärtiges Grün“), folgte.
1944 stellte er die Veröffentlichung von Haiku in der Hototogisu aus Unzufriedenheit gegenüber der Zeitschrift ein und gründete 1946 eine eigene Haiku-Zeitschrift, die er ebenfalls Banryoku nannte. 1953 kam seine fünfte Haiku-Zusammenstellung, Ginga izen (銀河依然, „nach wie vor die Milchstraße“), heraus. 1959 nahm er die Aufgabe an, Haiku für die Asahi-Zeitung auszuwählen. 1967 erschien seine siebente  Haiku-Zusammenstellung, Biden (美田, „schönes/fruchtbares Reisfeld“).
Am 5. August 1983 verstarb Nakamura Kusatao infolge einer akuten Lungenentzündung. Noch am Tage vor seinem Tode hatte er sich taufen lassen und den Taufnamen Johannes Maria Vianney Nakamura Seiichirō (ヨハネ・マリア・ヴィアンネ・中村清一郎, nach Jean-Marie Vianney) angenommen. Seine Ruhestätte befindet sich auf dem Itsukaichi-Friedhof in Akiruno, Tōkyō.

## Werke

### Haiku-Zusammenstellungen
- Chōshi (長子). Sarashoten, Tōkyō 1936. (338 Haiku.)
- Hi no tori (火の鳥). Ryūseikaku, Tōkyō 1939. (553 Haiku.)
- Banryoku (萬緑). Kōchō Shorin, Tōkyō 1941. (232 Haiku.)
- Koshikata yukue (來し方行方). Jibundō, Tōkyō 1947. (715 Haiku.)
- Ginga izen (銀河依然). Mizuzu Shobō, Tōkyō 1953. (788 Haiku zzgl. 13 älterer Haiku.)
- Bokyōkō (母郷行). Mizuzu Shobō, Tōkyō 1956. (653 Haiku.)
- Biden (美田). Mizuzu Shobō, Tōkyō 1967. (239 Haiku.)
- Togi (時機). Mizuzu Shobō, Tōkyō 1980. (439 Haiku aus den Jahren um 1960 zzgl. weiterer 37 Haiku aus dem Jahre 1972.)